# 馬納圖托

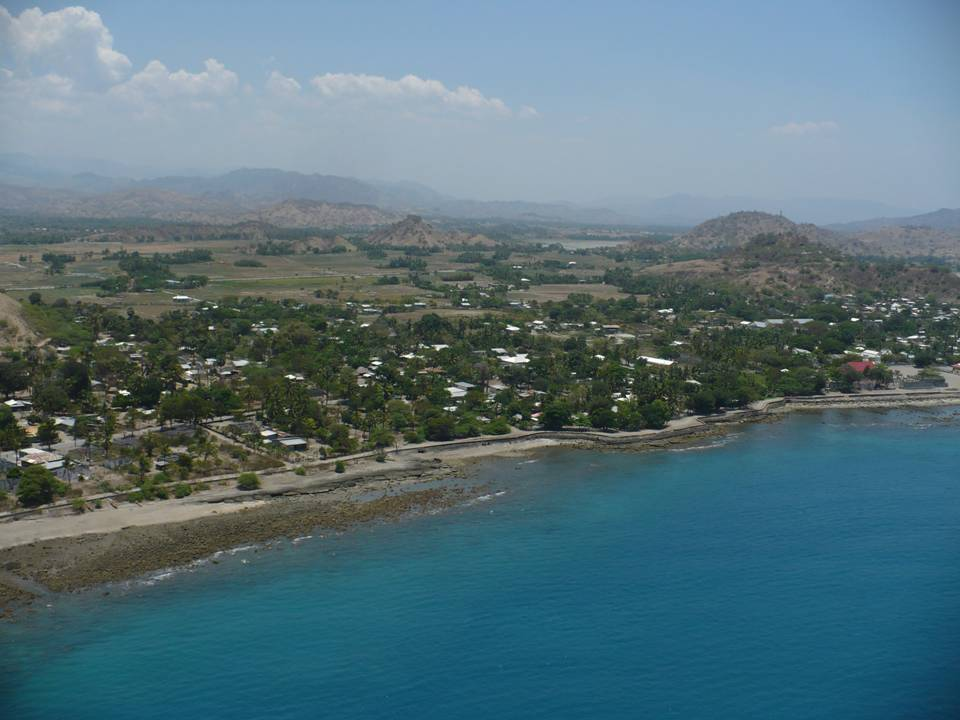
鳥瞰圖攝於2009年10月

馬納圖托（Manatuto）是東帝汶北岸的城市，是馬納圖托區的首府，位於首都帝力以東64公里，2006年人口1,924，盛產食鹽和酸豆。